# Apidima-Höhlen
Die Apidima-Höhlen (griechisch Σπήλαια Απήδημα Spílea Apídima) sind ein Karsthöhlen-Komplex an der Westküste der südgriechischen Halbinsel Mani.

## Lage
Der Höhlenkomplex Apidima ist im Süden der Peloponnes-Halbinsel an der steilen Westküste der Halbinsel Mani am Messenischen Golf zwischen den Buchten von Diros und Limenes westlich von Areopoli gelegen. Der Zugang zu den vier kleinen Höhlenräumen befindet sich zwischen 4 und 19 Meter über dem Meeresspiegel.
Die Höhlen entstanden infolge von Auswaschungen des anstehenden Kalksteins und wurde teilweise mit Sedimenten des Pleistozäns gefüllt, die danach durch Meereseinwirkung stark erodierten. Während des Pleistozäns befand sich der Meeresspiegel auf einem niedrigeren Niveau. Vermutlich erstreckte sich in dieser Zeit ein kleines Tal nordostwärts bis Itylo. Nach der letzten Eiszeit vor etwa 10.000 Jahren veränderten sich aufgrund des Meeresspiegels die Lebensbedingungen im Tal und erschwerten den Zugang.

## Archäologische Erforschung
In den Höhlen wurden zwischen 1978 und 1985 Ausgrabungen vorgenommen, die unter anderem Fragmente von zwei menschlichen Schädeln (Apidima 1 und 2) hervorbrachten, die jedoch zunächst keiner bestimmten Art der Gattung Homo zugeordnet werden konnten. Im Jahr 2019 wurden am Computer erstellte, virtuelle Rekonstruktionen der Schädelformen für beide Fragmente publiziert, denen zufolge das Fossil Apidima 2 „Neandertaler-artige morphologische Merkmale“ aufweise, das Fossil Apidima 1 hingegen „eine Mischung aus modernen und primitiven Merkmalen“ des Homo sapiens. Sollten die Rekonstruktion von Apidima 1 und die daraus folgende Zuordnung zum anatomisch modernen Menschen sowie die Datierung des Fossils (210.000 Jahre alt) korrekt sein, wäre dieser Fund der älteste Beleg für die Anwesenheit des Homo sapiens in Europa. Hieran wurden unmittelbar nach Veröffentlichung der Rekonstruktion allerdings fachliche Zweifel geäußert.